# ميخائيل كوكرين
ميخائيل كوكرين (بالإنجليزية: Michael Cochrane)‏ هو واثب حواجز ‏ نيوزيلندي، ولد في 13 أغسطس 1991 في تاورانجا في نيوزيلندا.

## وصلات خارجية
- ميخائيل كوكرين على موقع الاتحاد الدولي لألعاب القوى (الإنجليزية)